# Music from Scrubs
Music from Scrubs è un album del 2002 contenente i brani utilizzati come sottofondi musicali nella serie televisiva Scrubs - Medici ai primi ferri nella prima stagione e nel primo episodio della seconda stagione.

## Tracce
1. Lazlo Bane – Superman – 3:38 (Chad Fischer, Chris Link, Tim Bright)
2. Shawn Mullins – All In My Head – 3:28 (Gerry Hansen, Shawn Mullins)
3. Eels – Fresh Feeling – 3:37 (Kelly Logsdon, Mark Oliver Everett)
4. Leroy – Good Time – 3:29 (Leroy)
5. Francis Dunnery – Good Life – 3:22 (Francis Dunnery)
6. The Shins – New Slang – 3:50 (James Mercer)
7. Colin Hay – Beautiful World – 4:02 (Colin Hay)
8. Guided by Voices – Hold on Hope – 3:33 (Robert Pollard)
9. Nil Lara – Fighting For My Love – 4:07 (Nil Lara)
10. Butthole Surfers – Dracula from Houston – 3:43
11. Everything – Hooch – 3:44
12. John Cale – Hallelujah – 4:39 (Leonard Cohen)
13. Jeremy Kay – Have It All – 3:50 (Jeremy Kay)
14. Jan Stevens – End Credit Score (Instrumental) – 0:28
15. Colin Hay – Overkill – 2:53 (Colin Hay)